# Philippe Peters
Philippe Peters est un comédien belge, membre de la troupe qui interprète la comédie musicale satirique Sois Belge et tais-toi.

## Formation
Philippe Peters a suivi une formation au Conservatoire Royal de Liège dans la classe d'Alain-Guy Jacob (Art dramatique) et dans la classe de Jacqueline Wankenne (Déclamation).

## Carrière
La carrière artistique de Philippe Peters se partage entre le théâtre pour enfants, la comédie de boulevard, les courts-métrages ou les cabarets.
Il touche le grand public avec le spectacle humoristique Sois Belge et tais-toi où il incarne Bart de Wever (président de la N-VA), André Flahaut (président de la Chambre des députés), Wouter Van Besien (président du parti écologiste flamand Groen), la chancelière allemande Angela Merkel ainsi que plusieurs personnages secondaires (un syndicaliste, un client de la Poste...)
- 1993 : il joue dans "Simenon, un homme connu pour sa notoriété" avec Philippe Derlet, Jean-Luc Couchard... dans le cadre de l'exposition Tout Simenon au Musée d'Art wallon de Liège[2].
- 1995 : il joue dans "Léonie fait des histoires", création pour le Festival de Théâtre de Stavelot.
- 1996 : il joue dans "La Chute des aveugles" de Gert Hofmann, dans une mise en scène de Luc Van Grunderbeeck, avec Jean-François Cannoot, Steve Driesen, Philippe Druet, Emmanuel Guillaume et Michel Hinderyckx.
- 1999 : il joue dans "Rendez-vous Contes du Troisième Type" avec Giovanna Cadeddu, Stéphanie Coerten, Isabelle Renzetti, Claudie Rion, David Ariel (musique) et Philippe Derlet (voix off).  Les représentations de ce spectacle de contes (troisième d'une trilogie), écrit et mis en scène par Sifiane El Asad, ont eu lieu à La Samaritaine.
- 1999 : il joue dans "La Planète bleue sera... (mais il semble urgent de se retrousser les manches !)" de Philippe Derlet.  Ses compagnons de jeu sont Aïcha Aït-Taïb, Claudie Rion, Laurence Voreux et Juan Marquez.
- 2005 : il joue dans "La Minute anacoustique", de Paul Pourveur, dans une mise en scène de Marc Lebon, au Théâtre Marni.
- 2010-2013 : il joue dans "Sois belge et tais-toi" (voir ci-dessus).

### Doublage
- 2020 : 100% Loup : Hotspur
- 2021 : Maya l'abeille 3 : L'œuf d'or : ?